# Eric S. Raymond
Eric Steven Raymond (n. 4 decembrie 1957, Boston, Massachusetts, SUA) este un programator american, dezvoltator și promotor de software cu sursă deschisă. El este autorul eseului Catedrala și Bazarul, prezentat la congresul Linux în 27 mai 1997 și publicat în volum în anul 1999.